# 베타-하이드록시 베타-메틸글루타릴-CoA
β-하이드록시 β-메틸글루타릴-CoA(영어: β-hydroxy β-methylglutaryl-CoA, HMG-CoA) 또는 3-하이드록시 3-메틸글루타릴-CoA(영어: 3-hydroxy 3-methylglutaryl-CoA)는 메발론산 경로 및 케톤체생성 경로의 대사 중간생성물이다. β-하이드록시 β-메틸글루타릴-CoA(HMG-CoA)는 β-하이드록시 β-메틸글루타릴-CoA 생성효소(HMG-CoA 생성효소)에 의해 아세틸-CoA와 아세토아세틸-CoA로부터 생성된다. 1950년대에 일리노이 대학교 어배너-섐페인의 마이너 제서 쿤(Minor Jesser Coon)과 비말 쿠마르 바크하와트(Bimal Kumar Bachhawat)의 연구가 이러한 발견을 이끌었다.
β-하이드록시 β-메틸글루타릴-CoA(HMG-CoA)는 류신, 아이소류신, 발린과 같은 가지사슬 아미노산의 대사 과정에서의 대사 중간생성물이다. β-메틸글루타코닐-CoA(MG-CoA)와 β-하이드록시 β-메틸뷰티릴-CoA(HMB-CoA)는 β-하이드록시 β-메틸글루타릴-CoA(HMG-CoA)의 직접적인 전구물질들이다.

## 생합성
|  |

## 메발론산 경로
메발론산의 합성은 두 분자의 아세틸-CoA가 싸이올레이스에 의해 클라이젠 축합되어 아세토아세틸-CoA를 생성하는 것으로 시작된다. 다음 반응은 아세틸-CoA와 아세토아세틸-CoA가 β-하이드록시 β-메틸글루타릴-CoA 생성효소(HMG-CoA 생성효소)에 의해 β-하이드록시 β-메틸글루타릴-CoA(HMG-CoA)를 생성하는 반응이다.
메발론산 생합성의 마지막 단계는 β-하이드록시 β-메틸글루타릴-CoA(HMG-CoA)가 NADPH 의존성 산화환원효소인 β-하이드록시 β-메틸글루타릴-CoA 환원효소(HMG-CoA 환원효소)에 의해 메발론산으로 전환되는 것이며, 이 단계는 메발론산 경로의 주요 조절 지점이다. 메발론산은 사람에서 콜레스테롤을 포함한 다양한 최종 산물들을 포괄하는 아이소프레노이드들의 전구물질로 역할을 한다.
|  |

## 케톤체생성 경로
β-하이드록시 β-메틸글루타릴-CoA 분해효소(HMG-CoA 분해효소)는 β-하이드록시 β-메틸글루타릴-CoA(HMG-CoA)를 아세틸-CoA와 아세토아세트산으로 분해한다.
|  |

## 같이 보기
- β-메틸글루타코닐-CoA
- 스테로이드생성 효소